# Selena
För andra betydelser, se Selena (olika betydelser).

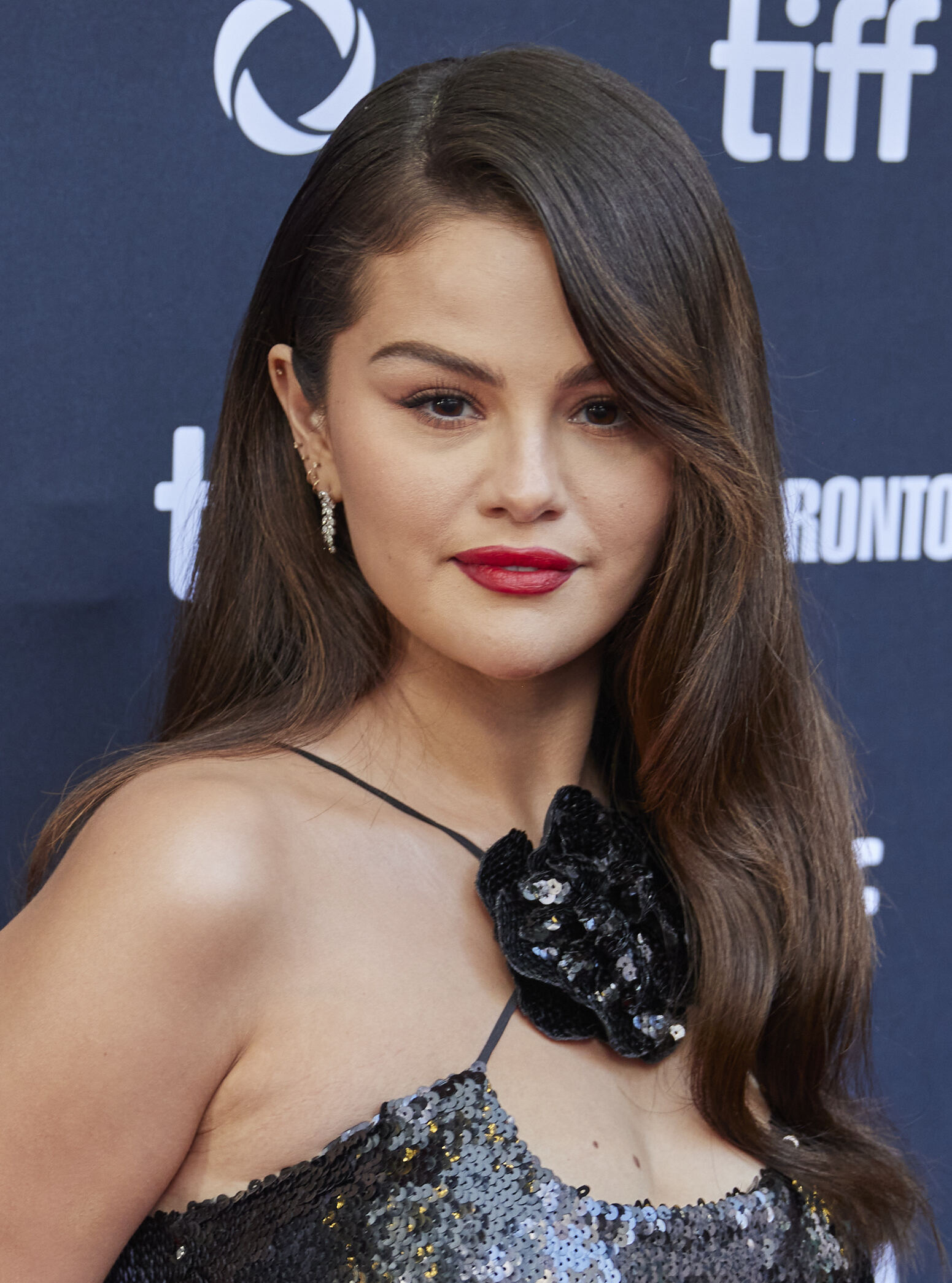
Selena Gomez, 2024.

Selena är ett kvinnonamn, troligen en variant av mångudinnan Selene inom den grekiska mytologin.

## Personer
- Selena, nederländsk sångerska född som Sabina Quack
- Selena Gomez, en amerikansk sångerska och skådespelare
- Selena Leban, volleybollspelare från Slovenien
- Selena Royle,  amerikansk skådespelare
- Selena Quintanilla, en amerikansk sångerska och låtskrivare, känd som Selena